# 最高の家族の見つけかた
『最高の家族の見つけかた』（原題:The Hollars）は2016年にアメリカ合衆国で公開されたドラマ映画である。監督はジョン・クラシンスキー、主演はシャールト・コプリーが務めた。日本国内では劇場公開されなかったが、2017年にDVDが発売された。

## 概略
ジョン・ホーラーはニューヨークを拠点に小説家として生計を立てていたが、小説の執筆が思うように進まず苛立っていた。そんな状況下で、母親のサリーが脳腫瘍と診断されたという一報が飛び込んできた。ジョンは弟（ロン）や父親（ドン）と共に母親の手術に付き合うこととなった。母親のことも気掛かりではあったが、ジョンの恋人（レベッカ）の出産日も迫っていた。ロンは数年前に離婚したステイシーへの未練を捨てきれずにいたが、彼女の新しい恋人（ダン）から「これ以上ステイシーと関わるな」と注意されてしまった。サリーの看護を務めていたのはジョンの高校時代のクラスメートであるジェイソンであった。ジェイソンはジョンの元カノであるグウェンと結婚していたが、彼女がまだジョンを愛しているのではないかという疑念を抱いていた。ドンも妻の様態を気にしていたが、自分の会社の経営状況が思わしくないために、ワインショップでアルバイトをしなければならない状況にあった。
本作はそんな彼らが自分自身の問題と向き合い、その解決へと向かう姿を描き出していく。

## キャスト
※括弧内は日本語吹替
- ロン・ホーラー - シャールト・コプリー（川島得愛）
- ジェイソン - チャーリー・デイ（矢野智也）
- ダン - ジョシュ・グローバン
- ドン・ホーラー - リチャード・ジェンキンス（大塚芳忠）
- レベッカ - アナ・ケンドリック（竹内絢子）
- ジョン・ホーラー - ジョン・クラシンスキー（宮内敦士）
- サリー・ホーラー - マーゴ・マーティンデイル（小宮和枝）
- グウェン - メアリー・エリザベス・ウィンステッド（まつだ志緒理）
- フォン医師 - ランドール・パーク
- パム - メアリー・ケイ・プレイス
- ラティーシャ - トニー・スチュアート（英語版）
- その他の日本語吹き替え‐関雄/荒井勇樹/吉田麻実/藤田奈央/今村一誌洋/依田菜津

## 製作
2014年5月5日、ジョン・クラシンスキー、アナ・ケンドリック、マーゴ・マーティンデイル、リチャード・ジェンキンスが本作に出演するとの報道があった。本作の主要撮影は2014年7月15日にミシシッピ州で始まり、同年8月15日に終了した。2015年1月16日には編集作業が終了した。

## 公開
2016年1月24日、本作はサンダンス映画祭でプレミアを迎えた。29日、ソニー・ピクチャーズ・クラシックスが本作の全米配給権及びアジア配給権を購入したと報じられた。

## 評価
本作に対する批評家の評価は芳しいものではない。映画批評集積サイトのRotten Tomatoesには90件のレビューがあり、批評家支持率は44%、平均点は10点満点で5.3点となっている。サイト側による批評家の見解の要約は「『最高の家族の見つけかた』には才能ある俳優たちが結集している。しかし、不幸なことに、同作のストーリーは二番煎じな上に、他の数多のインディー作品の方が上手くできている。」となっている。また、Metacriticには27件のレビューがあり、加重平均値は53/100となっている。